# Kuleaen Tboung
 (août 2019).
Kuleaen Tboung est une commune du district de Kuleaen dans la province de Preah Vihear au Cambodge. En 2008 sa population était de 3 713 habitants.
Elle est située au nord du pays, à une courte distance à l'ouest du Mékong et au sud des frontières avec le Laos et la Thaïlande.